# Cor Jongert

Cor Jongert krijgt enveloppe bij registratie voor de negende Elfstedentocht in 1947

Cornelis "Cor" Jongert (Edam, 10 september 1896 – 15 september 1970) was een Nederlands schaatser.
Net als tweevoudig winnaar Coen de Koning is hij in Edam geboren. Hij won de zesde Elfstedentocht op 30 januari 1940. Deze overwinning moest hij echter delen met Auke Adema, Durk van der Duim, Piet Keijzer en Sjouke Westra, omdat ze met zijn vijven tegelijk over de streep kwamen. De vijf schaatsers hadden in Dokkum afgesproken samen te zullen finishen, een afspraak die later bekend bleef als het Pact van Dokkum.
Later werd de mogelijkheid om de winst van de Elfstedentocht te delen met medeschaatsers verboden. Dit heeft eenmaal geresulteerd in een tocht zonder winst. Op 14 februari 1956 gingen wederom vijf schaatsers gebroederlijk over de streep. Ze werden later uit de uitslag geschrapt, hoewel er geen nieuwe winnaar werd aangewezen.
In 1964 werd in Heemskerk IJsclub Kees Jongert opgericht, naar de eigenlijke naam van Jongert. Jongert overleed in 1970 op 74-jarige leeftijd.

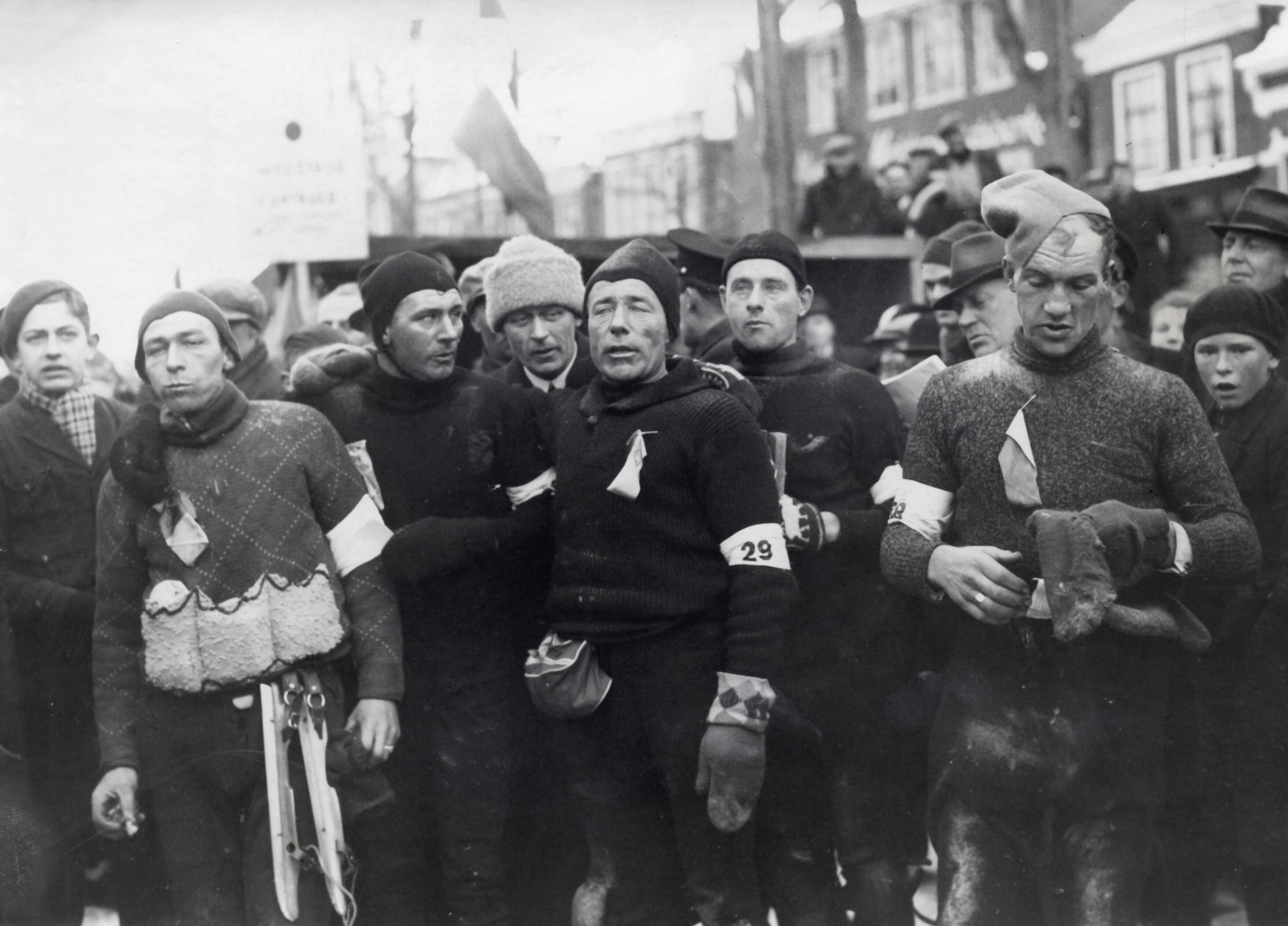
Elfstedentocht 1940: v.l.n.r.: Auke Adema, Sjouke Westra, Cor Jongert, Durk van der Duim en Piet Keyzer